# Argostemma pygmaeum
Argostemma pygmaeum är en måreväxtart som beskrevs av Theodoric Valeton. Argostemma pygmaeum ingår i släktet Argostemma och familjen måreväxter. Inga underarter finns listade i Catalogue of Life.